# 觀明
觀明（穆麟德轉寫：guwanming；？—1818年），又作官明，瓜爾佳氏，清朝軍事將領。
乾隆三十年，襲雲騎尉。乾隆三十七年，任印務章京。乾隆四十七年，任參領。乾隆五十四年，任察哈爾副都統。乾隆五十九年，任青州副都統。嘉慶六年，任察哈爾都統。嘉慶八年，任黑龍江將軍。嘉慶十四年，任烏里雅蘇台將軍。嘉慶十五年，任盛京將軍。